# Lluís I de Sicília
Lluís I de Sicília, anomenat el Nen (Catània, 1337 - castell d'Aci, Catània, 1355), fou rei de Sicília (1342-1355).

## Orígens familiars
Lluís nasqué l'any 1337, i era fill de Pere II de Sicília i Elisabet de Caríntia. En morir el seu pare el 1342, esdevingué rei de Trinàcria o regne de Sicília amb tan sols cinc anys, sota la regència del duc de Randazzo, Joan de Sicília, i de la seva mare, en què hi hagué posteriorment tensions i inestabilitat al regne. Residí fins al 1347 a Randazzo.

## Vida política
El seu regnat travessà un delicat període de crisi econòmica i d'inestabilitat política. A l'hivern del 1347 hi arribà també una gran epidèmia de pesta que durà durant un any delmant la població.
Després de la seva coronació, Lluís va viure a Catània des d'octubre de 1342 fins almenys març de 1343. Cap a finals de 1344 es van iniciar les negociacions per casar Lluís amb Constança, la filla acabada de néixer de Pere IV d'Aragó. El juny de 1346 va arribar un ambaixador de Lluís I d'Hongria proposant un matrimoni entre Lluís i un dels parents del rei hongarès.
El 7 de novembre de 1347 Sicília va concloure un tractat de pau a Catània amb el Regne de Nàpols, que reclamava l'illa de Sicília. La independència d'aquest últim es va preservar, però Lluís va ser obligat a prendre el títol de rei de "Trinacria", un antic nom de Sicília. El tractat mai va rebre la ratificació necessària del papa Climent VI.Després de la mort de Joan de Sicília el 3 d'abril de 1348, la regència va passar pel seu testament a Blasco II d'Alagón, un noble català que havia estat justicier i lloctinent de Joan des d'octubre de 1342. El maig de 1348 Lluís residia a Messina quan va confirmar la successió del fill de Joan, Frederic I d'Atenes, als ducats d'Atenes i Neopàtria i al marquesat de Randazzo.
L'any 1348, tot just abans de morir el duc de Randazzo, Joan de Sicília, designà la regència al valencià Blasc II d'Alagó, la qual cosa no va ser ben rebuda per la noblesa local siciliana. La rivalitat entre les famílies llatines (com ara els Chiaramonte, els Palizzi i els Scaloro dels Uberti, partidaris de la Casa d'Anjou) i les famílies catalanes (els Peralta, els Alagona, els Ventimiglia, partidaris de la Corona d'Aragó), que fins aleshores era continguda mitjançant la diplomàcia del desaparegut duc Joan, degenerà finalment en una guerra civil a l'any següent. Lluís hi hagué d'enviar l'exèrcit reial contra els Chiaramonte, desafiant-los a Milazzo. L'any 1350 s'arribà a un compromís de pau.
A causa de la mort de pesta l'any 1355 del cosí Frederic, senyor d'Aci i fill de Joan de Sicília, Lluís abandonà la fortalesa d'Agira i es refugià al Castell d'Aci intentant fugir de l'epidèmia. Malauradament, la pandèmia arribà al jove rei que morí a la fortalesa el 16 d'octubre, amb només 17 anys.
La seua tomba es troba a la catedral de Catània, al costat del rei Frederic III de Sicília i de Joan de Sicília.